# Chervey
Chervey település Franciaországban, Aube megyében. Lakosainak száma 149 fő (2022. január 1.). Chervey Bertignolles, Beurey, Buxières-sur-Arce, Ville-sur-Arce és Viviers-sur-Artaut községekkel határos.

## Népesség
A település népessége az elmúlt években az alábbi módon változott:
| Lakosok száma | 208  | 185  | 165  | 189  | 183  | 171  | 164  | 161  | 157  | 149  |
|               | 1968 | 1982 | 1990 | 2006 | 2013 | 2015 | 2017 | 2019 | 2020 | 2022 |